# Fouchères (Aube)
Fouchères è un comune francese di 521 abitanti situato nel dipartimento dell'Aube nella regione del Grand Est.

## Società

### Evoluzione demografica
Abitanti censiti